# 日本画会
日本画会（にほんがかい）とは明治時代から大正時代にかけての日本の美術団体である。

## 概要
明治30年（1897年）に会頭には末松謙澄、副会頭には林忠正を迎えて旧日本青年絵画協会所属の野村文挙、荒木十畝、梶田半古、松本楓湖、水野年方ら26名によって結成された。日本画会は日本画旧派また日本美術協会分派として設立されたもので、大正10年（1921年）まで存続した。その後、大正12年（1923年）には革新日本画会として新たに発足した。